# سوق المغربة (حجة)

تعديل مصدري - تعديل

سوق المغربة هي إحدى قرى عزلة جبل عيان بمديرية كشر  حجة التابعة لمحافظة حجة، بلغ تعداد سكانها 135 نسمة حسب تعداد اليمن لعام 2004.